# Tahvinlampi
Tahvinlampi eller Tahvilampi är en sjö i Finland. Den ligger i kommunen Paldamo i landskapet Kajanaland, i den centrala delen av landet, 500 km norr om huvudstaden Helsingfors. Tahvinlampi ligger 166 meter över havet. Arean är 30,6 hektar och strandlinjen är 2,75 kilometer lång. Sjön  ingår i Uleälvens huvudavrinningsområde. 